# 賀茂保憲
賀茂 保憲（かも の やすのり）は、平安時代中期の貴族・陰陽家。丹波権介・賀茂忠行の長男。安倍晴明の師とも、また彼の兄弟子とも言われる。官位は従四位上・主計頭。

## 経歴
父・忠行と同じく陰陽道の達人で、当時の陰陽道の模範とされるほどの評価を得ていた。また暦道も究めて、著書『暦林』10巻、及び『保憲抄』（いずれも散逸）を記している。
天慶4年（941年）7月17日に暦生ながら造暦宣旨を蒙って以降、暦博士・天文博士・陰陽頭・穀倉院別当・主計頭を歴任し、天延2年（974年）には従四位上に叙せられる。当時の陰陽家のなかに於いても極めて昇進が早く、天暦6年（952年）既に従五位下に叙せられ殿上人となっていた保憲は、当時正六位上であった父・忠行よりも位階が上になっていることに申し訳なさを感じ、大江朝綱を通じて父の昇進を願い出たこともあった。
陰陽道のうち、暦道を子・光栄に、天文道を安倍晴明に継がせて、陰陽道宗家を二分したことが知られている。『続古事談』によれば、安倍晴明と賀茂光栄との間で、どちらが師匠の賀茂保憲に気重されていたかの論争があったという。
保憲の残した『暦林』を元に後世書かれた『暦林問答集』は、現代においてもいわゆる旧暦を読む際の重要な資料となっており、後の暦法の発展は彼がいなければなかったといえる。

## 逸話
『今昔物語集』によれば、幼少時に父が祓いを依頼された際に一緒に付いて行ったところ、祓いの最中に供物に無数の鬼が集っているのが見えたため、父・忠行に告げたという。忠行は、我が子が修行を積まなくても見鬼（鬼を見る能力）の才を身に着けていることに驚き、以後陰陽道を指南したという。

## 官歴
- 天慶4年（941年） 7月17日：暦生として造暦宣旨を受ける。日付不詳：従五位下行暦博士
- 天慶6年（943年） 4月29日：兼陰陽博士
- 天徳元年（957年） 8月17日：見陰陽頭[2]
- 天徳4年（960年） 4月22日：主計権助兼天文博士
- 安和2年（969年） 日付不詳：従五位上、穀倉院別当。12月：主計頭[3]
- 天禄元年（970年） 日付不詳：正五位下
- 天延2年（974年） 11月：従四位上（造暦功労）
- 貞元2年（977年） 2月23日：卒去[4]

## 系譜
- 父：賀茂忠行[5]（?-960?）
- 母：不詳
- 生母不明の子女
  - 長男：賀茂光栄[5]（939-1015）- 従四位下、権暦博士、播磨権介、右京権大夫
  - 次男：賀茂光国[6] - 天文得業生、権天文博士、天文博士、内蔵允
  - 三男：賀茂光輔[6] - 紀伝生として撰国史所出仕[7]。従五位下、大外記、筑後守
  - 長女：賀茂保憲女 - 歌人。私家集に『賀茂保憲女集』。子に尼僧・縁妙（候名、監の君）[8]

## 関連作品

### 小説
- 帝都物語（1985年、荒俣宏）
- 陰陽師（1986年〜、夢枕獏）- 陰陽師・安倍晴明を主人公にした人気小説シリーズ。同作を原作とした他のメディアの作品が多数ある。
- 封殺鬼（1993年、霜島ケイ）
- 暗夜鬼譚（1994年、瀬川貴次）
- 晴明。―暁の星神（1995年、加門七海）
- 姫神さまに願いを（1998年、藤原眞莉）
- 陰陽寮（1999年、富樫倫太郎）
- 安倍晴明-陰陽宮（2000年、谷恒生）
- 平安陰陽奇譚 愁恋鬼篇（2000年、如月天音）
- 陰陽ノ京（2001年、渡瀬草一郎）
- 少年陰陽師（2002年、結城光流）
- 晴明ふしぎ草子-妖しの子、黄昏に目覚める（2002年、足立和葉）
- 風の陰陽師（2007年、三田村進行）

### 映画
- 恋や恋なすな恋（1962年、演：宇佐美淳也）

### テレビドラマ
- 陰陽師☆安倍晴明〜王都妖奇譚〜 - 2002年に放送されたテレビドラマ。岩崎陽子の漫画のドラマ化作品。段田安則が演じた。
- 陰陽師 - テレビ朝日にて2015年8月放送されたテレビドラマ。夢枕獏の小説シリーズを原作としている。神保悟志が演じた。
- 陰陽師 - テレビ朝日にて2020年3月放送されたテレビドラマ。夢枕獏の小説シリーズを原作としている。橋本じゅんが演じた。

### 漫画
- 王都妖奇譚（岩崎陽子）
- 陰陽師・陰陽師 玉手匣- 前述の夢枕獏の小説シリーズを原作としている。作画は岡野玲子。
- 陰陽頭 賀茂保憲（2012年、伊藤勢）
- 陰陽師 瀧夜叉姫- 前述の夢枕獏の小説シリーズ8作目を原作としている。作画は睦月ムンク。

### ゲーム
- 久遠の絆
- ONI零～復活～　弓弦が五行軍を離脱した後身を寄せている人物で、前鬼村での戦いの果て倒れた司狼丸たちを保護し、居候にしていた。